# Kothagudem
Kothagudem est une ville industrielle située dans l'état du Télangana, en Inde. L'agglomération de Kothagudem aurait selon le recensement de 2011, 119 450 habitants.